# Ripage de cargaison
 (avril 2023).
Une cargaison solide doit être arrimée et saisie correctement sur un navire car les mouvements de roulis peuvent être particulièrement violents en mer.
L'équilibre du navire dépend des positions respectives du centre de gravité et du métacentre de carène. Si la cargaison se déplace — ou : qu'elle ripe — le centre de gravité se déplace considérablement, tandis que le  métacentre de carène se déplace peu, ce qui peut créer un couple de chavirage. Il peut être difficile, voire impossible de compenser la gîte qui en découle.
Le transport de cargaisons liquides est généralement fait de compartiments remplis ou vides afin d'éviter les risques de perte de stabilité dus à l'effet de carène liquide (un phénomène comparable à celui d'un poids suspendu).
Dans la marine marchande, la stabilité de la cargaison est à la charge du second.

## Quelques cas célèbres
Les pertes de navires ou les graves incidents de mer par ripage sont nombreux, qu'il s'agisse de l'époque des grands voiliers de charge (dont les routes maritimes passaient par des latitudes inhospitalières comme les quarantièmes rugissants) ou des navires à propulsion mécanique (parfois trop « optimisés » pour la rentabilité commerciale au détriment de la navigabilité).

### Marine à voile

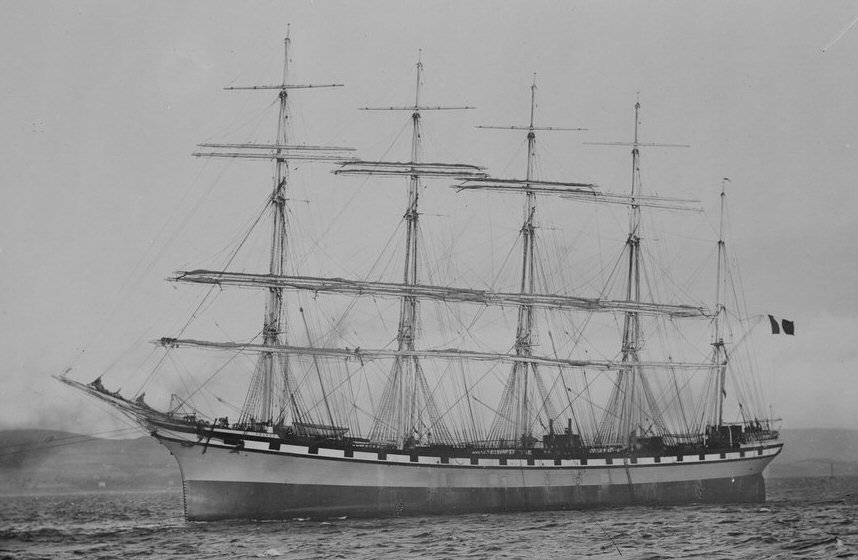
Le France (entre 1890 et 1901).

Le cinq mâts France (premier du nom, appartenant à la compagnie Bordes), chargé de charbon et en route vers le Chili, fut assailli par un redoutable coup de pampero (vent catabatique descendu de la pampa et de la cordilière des Andes) au large de Buenos Aires en 1901. Le chargement ripa au point d'engager une partie du pont sous l'eau avec une fissure entre coque et pont au niveau du livet de pont. 
L'équipage au complet fut difficilement sauvé par le voilier allemand Hébé. Le temps qu'un remorqueur rejoigne le navire, le splendide cinq mâts était englouti par la mer.
Le trois mâts anglais Dalgonar fit naufrage en 1913 au large du Chili. Son sauvetage par les marins français du quatre mâts Loire dans des conditions de mer extrêmes est resté célèbre à plus d'un titre (il fit même l'objet d'un essai de Joseph Conrad). Le Dalgonar naviguait sans cargaison, sur ballast et son lest était constitué de galets, connus pour riper facilement. Malgré la décision du capitaine Ibnister de couper la mâture, mesure de tout dernier recours, le Dalgonar resta dangereusement incliné. L'évacuation de son équipage par le Commandant Jaffré, par son second Yves Cadic et par leurs matelots du Loire, fut d'une extrême difficulté. L'épave abandonnée et à demi submergée traversa quasiment la moitié de l'Océan Pacifique à la façon d'un vaisseau fantôme avant de s'échouer contre un atoll corallien.
Le naufrage du Pamir, le 21 septembre 1957, le dernier naufrage de grand voilier, fut causé par le déplacement de sa cargaison de grains.
Les grands voiliers d'autrefois devaient être chargés et leur cargaison arrimée avec le plus grand soin, les arrimeurs formant une profession différente des simples dockers, mieux qualifiée et mieux payée en raison de leurs responsabilités. 
Dans les cas de cargaisons en vrac, le cloisonnement temporaire des cales avec des madriers et des planches (le bardis), mis en place, ne suffisait pas toujours. Dans le cas du France I, le bardis était en place : il ne résista pas à la gîte. Dans le cas du Dalgonar, aucun bardis n'avait été mis en place par mesure d'économie.

### Âge de la vapeur

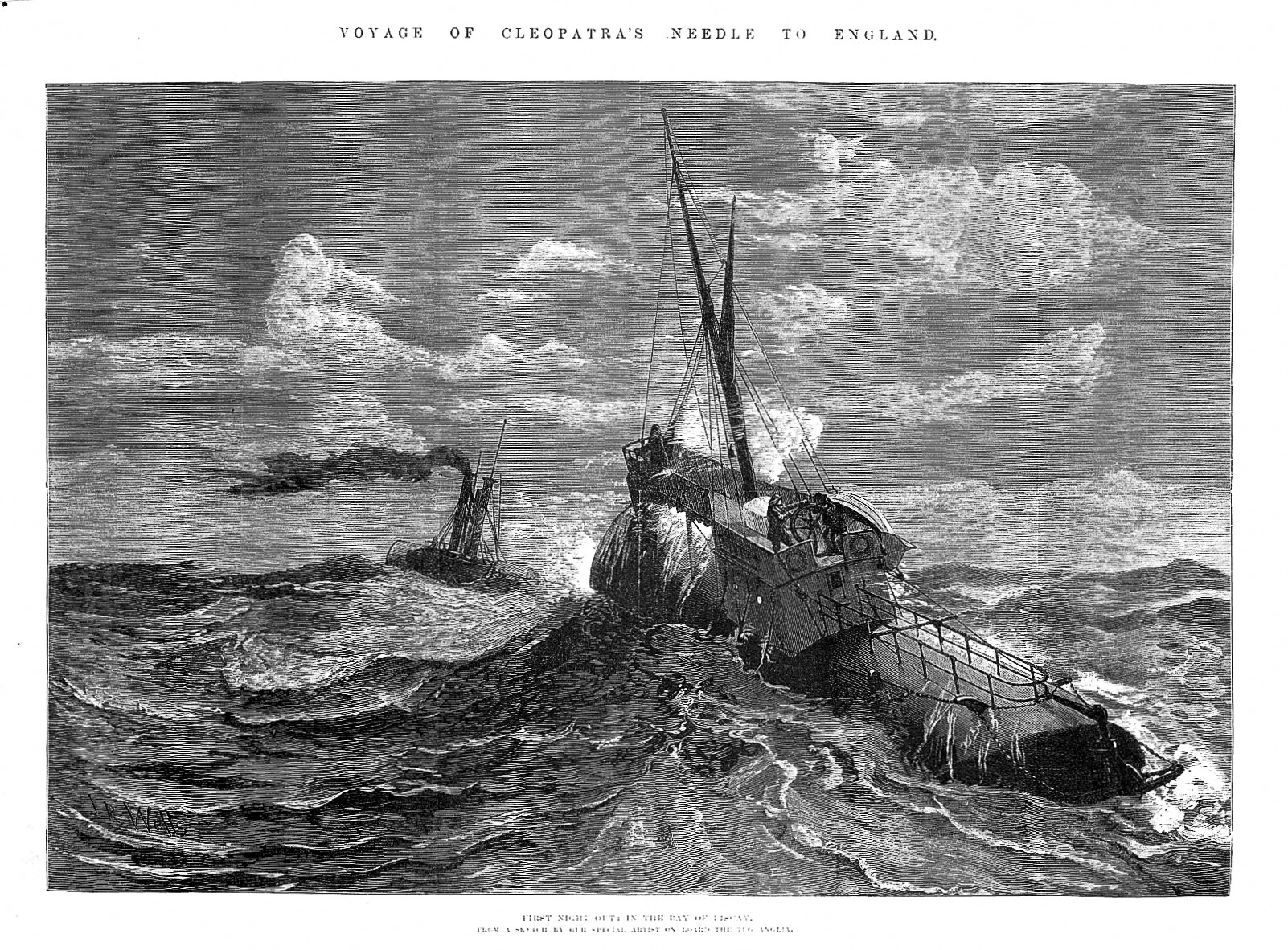
Le Cleopatra en difficulté dans le Golfe de Gascogne en octobre 1877 (gravure publiée en janvier 1878).

Le Cleopatra (1877) anglais était un bâtiment dénué de tout système de propulsion, une sorte de bateau-cigare quasiment cylindrique en acier, construit avec des tôles de chaudière (épaisses et courbes) pour transporter une cargaison rare et précieuse : l'Aiguille de Cléopâtre, un obélisque égyptien offert par le sultan d'Égypte au roi d'Angleterre. Sa forme permettait certes une manutention simplifiée, en le roulant, avec sa cargaison, comme un vulgaire tonneau, sur la berge du Nil, avant de lui ajouter un gouvernail et des superstructures. Elle était peu propice à la stabilité. Son retour en Angleterre fut une odyssée mouvementée qui coûta la vie à six marins.
Il devait être remorqué d'Égypte en Angleterre par le vapeur Olga. Malheureusement, par suite de divers retards le remorquage dut s'effectuer en automne, avec la  traversée du Golfe de Gascogne, que les marins considèrent comme un « mauvais coin » au moment des dépressions automnales associées à de forts coups de vent. Lesté avec des rails de chemin de fer, son comportement en remorque était tout sauf paisible. Les rails se désarrimèrent en plein coup de vent, les marins de l'équipe de convoyage tentèrent l'impossible en pleine tempête dans la cale du bateau-cigare couché sur le flanc pour saisir les rails baladeurs. Un canot envoyé en renfort depuis le remorqueur fut perdu corps et biens avec six marins et l’Olga réussit in extremis à rembarquer l'équipage du Cleopatra, qui fut abandonné avec sa cargaison, à demi chaviré et bien enfoncé dans l'eau.
Miraculeusement il ne coula pas, fut récupéré et remorqué difficilement jusqu'au port du Ferrol en Galice espagnole par un vapeur de commerce anglais puis ramené finalement à bon port au Victoria embankment de Londres par un puissant remorqueur à roues à aubes, non sans difficultés, l'Anglia commandé par un patron expérimenté, le capitaine David-Valentine Glue.

### Époque moderne
Le MV Zenobia, lancé en 1979, un navire roulier conçu pour transporter des semi-remorques en Méditerranée, est quasiment un cas d'école, que la communauté de la marine marchande qualifie facétieusement de "naufrage assisté par ordinateur". Ce cargo ultra moderne, armé par une compagnie scandinave réputée sérieuse, doté d'un équipage bien formé, a été conçu avec des œuvres vives très fines pour favoriser l'hydrodynamisme et l'économie de carburant et des enreponts-garages agrandis au maximum pour la rentabilité commerciale. Pour rester (tout juste) dans les limites de stabilité prévues par les organismes de certification, il est doté d'équipements dernier cri de télémétrie et de pompes gérant les water-ballasts et pilotés par un ordinateur (système Loadmaster-Levelmaster). À peine lancé, il manque de chavirer lorsque la centaine de camions ripe par mauvais temps, occasionnant une gîte quasiment fatale de 35°, le 14 février 1980, au large de Chypre, et doit relâcher à Volos en Grèce, sous la pression des chauffeurs routiers rendus furieux par la situation. 
Le capitaine et une partie de l'équipage dont le chef mécanicien demandent à débarquer peu après et c'est un équipage expérimenté, peu familier avec les particularités du navire, qui le prend en charge le 2 juin 1980.
Après une simple évolution avec quelques degrés de barre à pleine vitesse par beau temps, le Zenobia se vautre littéralement sur le flanc, les camions s'empilant les uns sur les autres, d'autant plus facilement qu'en raison du beau temps ils n'ont pas été arrimés avec des chaînes. Le remorquage après évacuation des routiers et du personnel hôtelier tourne au cauchemar en raison des lubies de l'ordinateur de ballastage.
Le remorqueur de sauvetage chypriote Onisillos le ramene à Larnaca, avec une gîte de 40° à bâbord. Le capitaine demande à être remorqué en mer de faible profondeur, ce qui est refusé par les autorités chypriotes, qui l'obligent à s'ancrer sur rade avec quarante mètres d'eau sous la quille.  
Une équipe de spécialistes dépêchés en urgence par l'armateur prend en charge le navire. Les fantaisies du système de ballastage continuent, peut être aggravées par la précipitation à remettre le navire en service. 
Alors que la situation semble enfin sous contrôle et la gîte réduite à 2°, le navire repart à tribord en raison de carène liquide incontrôlable. Comme un portelone destiné à l'embarquement des pilotes est malencontreusement resté ouvert à tribord et que l'échelle de corde s'est empêtrée dedans, la gîte augmente rapidement sur le nouveau bord.
Le capitaine, l'équipage et les marins d'un remorqueur portuaire tentent d'obtenir en catastrophe l'autorisation d'échouer le Zenobia par faibles fonds. La permission tarde à venir et de plus le Zenobia est privé d'énergie, ce qui l'empêche de remonter les ancres. Pire, personne ne dispose d'un chalumeau d'oxycoupage pour libérer en urgence les chaînes du cabestan. Le Zenobia chavire et coule finalement en pleine nuit sans faire de victime. C'est devenu un site de plongée réputé (causant huit morts au fil des années) .
Les sisterships du Zenobia sont modifiés à grands frais par l'ajout de volumes de  stabilisation latéraux (qui annulent les bénéfices financiers de la finesse hydrodynamique) et connaissent des carrières émaillées d'incidents du même ordre avant d'être déconstruits au début de la décennie 2000. 
Une étude sérieuse (non dépourvue d'humour) a été publiée en 2014 par un officier de marine espagnol, Luis Jar Torre, spécialiste de sécurité maritime, dans la très sérieuse Revista General de Marina, sous le titre Zenobia una emperatriz inestable (Zenobie, une impératrice instable). Il en ressort clairement que les concepteurs du Zenobia et de ses sisterships ont délibérément joué avec les limites de la législation maritime de l'époque, pour maximiser les bénéfices.

## Galerie

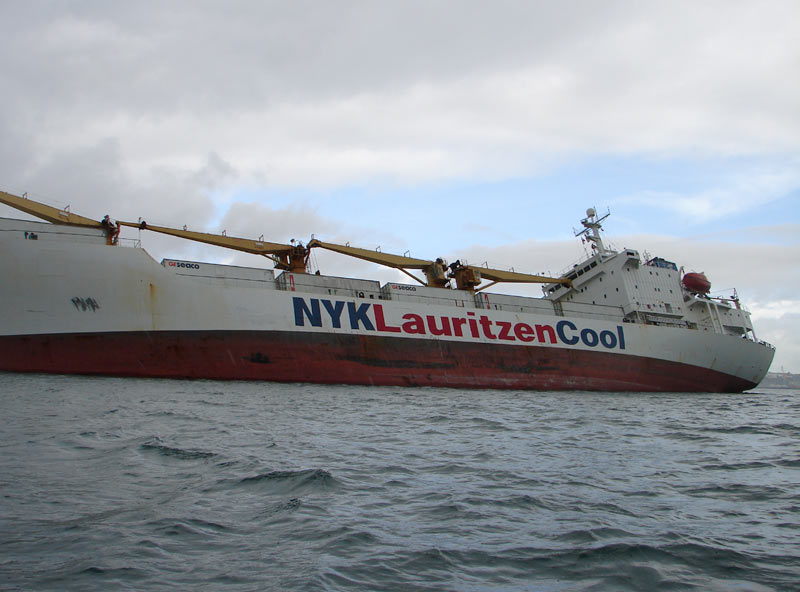
Gîte due à un ripage de cargaison sur un navire frigorifique.
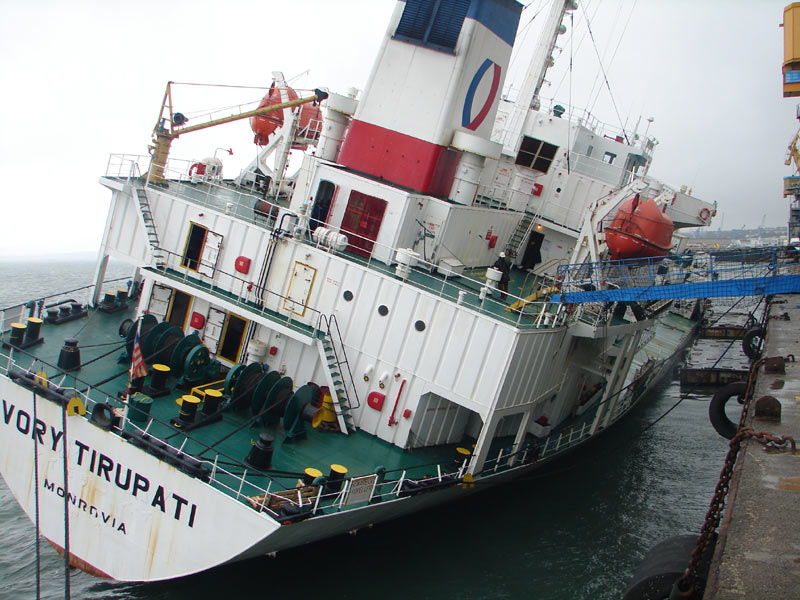
Le même navire à quai à Brest.
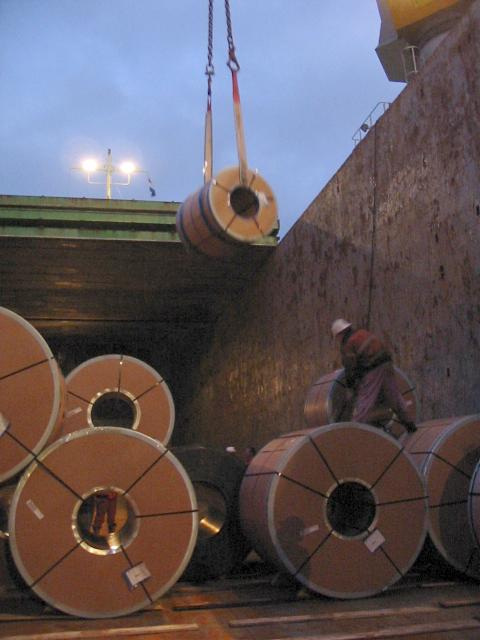
Embarquement de rouleaux d'acier en cale sur un vraquier.
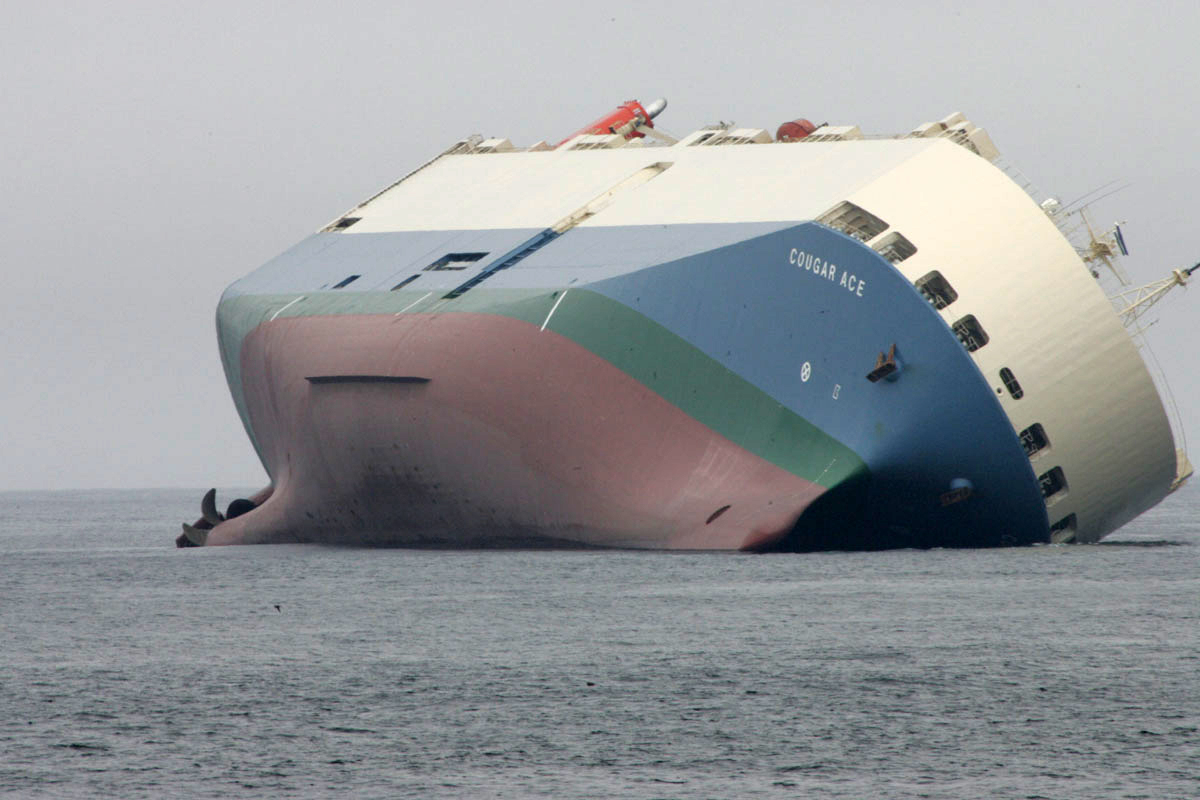
Gîte très prononcée du Cougar Ace (en) par effet de carène liquide (été 2006).